# Mélanie Allier
Pour les articles homonymes, voir Allier.
Mélanie Allier (née le 28 décembre 1999 à Valence), est une athlète française, spécialiste des épreuves de fond et de cross-country. 

## Carrière
Mélanie Allier est championne de France du 5 km en 2022.
Le 22 avril 2023 à Pacé, elle est sacrée championne de France du 10 000 mètres.